# Flavio Carera
Flavio Carera, né le 18 janvier 1963, à Bergame, en Italie, est un ancien joueur de basket-ball italien. Il évolue durant sa carrière au poste de pivot.

## Palmarès
- Finaliste du championnat d'Europe 1997
- Vainqueur des Jeux méditerranéens de 1993
- Finaliste des Goodwill Games de 1994
- Champion d'Italie 1993, 1994, 1995
- Coupe d'Italie 1997
- Supercoupe d'Italie 1995